# Liste der Biografien/Lj
Liste der Biografien |
Portal Biografien |
Personensuche
# |
A |
B |
C |
D |
E |
F |
G |
H |
I |
J |
K |
L |
M |
N |
O |
P |
Q |
R |
S |
T |
U |
V |
W |
X |
Y |
Z |
?
 
La |
Lb |
Lc |
Le |
Lg |
Lh |
Li |
Lj |
Ll |
Lm |
Lo |
Lp |
Lt |
Lu |
Lv |
Lw |
Lx |
Ly |
Lz
Die Liste der Biografien führt alle Personen auf, die in der deutschsprachigen Wikipedia einen Artikel haben. Dieses ist eine Teilliste mit 174 Einträgen von Personen, deren Namen mit den Buchstaben „Lj“ beginnt.

## Lj

### Lja
- Ljabedska, Anatol (* 1961), belarussischer Politiker
- Ljach, Rostyslaw (* 2000), ukrainischer Fußballspieler
- Ljachow, Iwan, russischer Händler und Entdecker
- Ljachow, Wladimir Afanassjewitsch (1941–2018), sowjetischer Kosmonaut
- Ljachowa, Olha (* 1992), ukrainische Leichtathletin
- Ljachowez, Walentina (* 1990), belarussische Gewichtheberin
- Ljachowitsch, Ljudmila (* 1989), belarussisch-ukrainische Langstreckenläuferin
- Ljachowitsch, Sjarhej (* 1976), belarussischer Boxer
- Ljachowytsch, Tetjana (* 1979), ukrainische Speerwerferin
- Ljadau, Jury (* 1987), belarussischer Biathlet
- Ljadin, Jewgeni Iwanowitsch (1926–2011), russischer Fußballspieler und -trainer
- Ljadouskaja, Tazzjana (* 1966), belarussische Hürdenläuferin und Staffel-Olympiasiegerin
- Ljadov, Oleg (1955–2013), estnischer Radrennfahrer
- Ljadow, Anatoli Konstantinowitsch (1855–1914), russischer KomponistAnatoli Konstantinowitsch Ljadow (1855–1914)

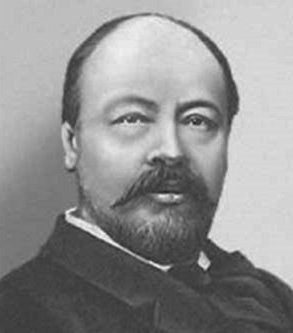
Anatoli Konstantinowitsch Ljadow (1855–1914)

- Ljadow, Martyn Nikolajewitsch (1872–1947), russischer Revolutionär und Historiker
- Ljadowa, Jelena Igorewna (* 1980), russische Schauspielerin
- Ljadowa, Ljubow Alexejewna (* 1952), sowjetische Skilangläuferin
- Ljadowa, Ljudmila Alexejewna (1925–2021), sowjetische bzw. russische Pianistin, Sängerin und Komponistin
- Ljadowa, Wera Alexandrowna (1839–1870), russische Tänzerin, Sängerin und Schauspielerin
- Ljajić, Adem (* 1991), serbischer FußballspielerAdem Ljajić (* 1991)

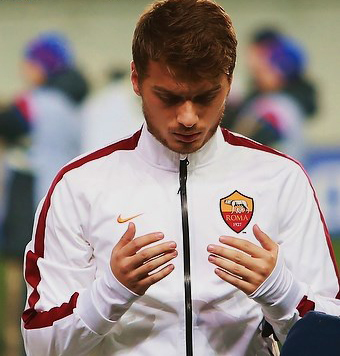
Adem Ljajić (* 1991)

- Ljajić, Rasim (* 1964), serbischer Politiker, Minister, Parteivorsitzender
- Ljakischew, Nikolai Pawlowitsch (1929–2006), russischer Metallurg und Metallkundler
- Ljalin, Oleg Leonidowitsch (1903–1974), russischer Architekt
- Ljalin, Wadsim (* 1982), belarussischer Ruderer
- Ljalka, Witalij (* 1996), ukrainischer Eishockeyspieler
- Ljalko, Alexei (* 1985), kasachischer Radrennfahrer
- Ljamin, Kirill Alexejewitsch (* 1986), russischer Eishockeyspieler
- Ljamin, Nikita Andrejewitsch (* 1985), russischer Volleyball- und Beachvolleyballspieler
- Ljanzewitsch, Dsmitryj (* 1983), belarussischer Fußballspieler
- Ljapeschka, Nadseja (* 1989), belarussische Kanutin
- Ljapidewski, Anatoli Wassiljewitsch (1908–1983), sowjetischer Pilot
- Ljapina, Natalija (* 1976), ukrainische Handballspielerin und -trainerin
- Ljapkin, Juri Jewgenjewitsch (* 1945), sowjetisch-russischer Eishockeyspieler
- Ljaptschew, Andrei (1866–1933), bulgarischer Politiker und Ministerpräsident
- Ljapunow, Alexander Michailowitsch (1857–1918), russischer Mathematiker und PhysikerAlexander Michailowitsch Ljapunow (1857–1918)

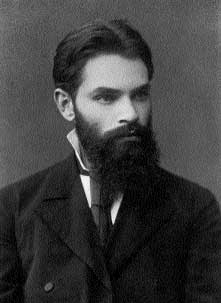
Alexander Michailowitsch Ljapunow (1857–1918)

- Ljapunow, Alexei Andrejewitsch (1911–1973), russischer Informatiker und Mathematiker
- Ljapunow, Sergei Michailowitsch (1859–1924), russischer Komponist und Pianist
- Ljaschenko, Ljudmyla (* 1993), ukrainische Parasportlerin
- Ljaschenko, Olena (* 1976), ukrainische Eiskunstläuferin
- Ljaschenko, Roman Jurjewitsch (1979–2003), russischer Eishockeystürmer
- Ljaschko, Denys (* 1980), ukrainischer Fußballspieler
- Ljaschko, Oleh (* 1972), ukrainischer Politiker, Mitglied der Werchowna Rada und ehemaliger Journalist
- Ljaschko, Oleksandr (1915–2002), ukrainisch-sowjetischer Politiker, Vorsitzender des Obersten Sowjets der Ukraine (1969–1972)
- Ljaschtschenko, Nikolai Grigorjewitsch (1910–2000), sowjetischer Armeegeneral
- Ljaschtschenko, Pjotr Iwanowitsch († 1955), russisch-sowjetischer Ökonom, Professor
- Ljaskoronskyj, Wassyl (1860–1928), ukrainisch-sowjetischer Historiker, Archäologe, Numismatiker, Ethnograph und Schriftsteller
- Ljasnitschy, Aljaksej (* 1978), belarussischer Leichtathlet
- Ljatoschynskyj, Borys (1895–1968), ukrainischer Komponist
- Ljaturynska, Oksana (1902–1970), ukrainische Dichterin und Bildhauerin
- Ljavinec, Ivan (1923–2012), ukrainischer griechisch-katholischer Geistlicher, Apostolischer Exarch von Tschechien
- Ljawonzjeu, Aleh (* 1970), belarussisch-russischer Eishockeyspieler

### Lje
- Ljednjew, Bohdan (* 1998), ukrainischer Fußballspieler
- Ljepoja, Nataša (* 1996), slowenische Handballspielerin

### Ljo
- Ljøkelsøy, Roar (* 1976), norwegischer Skispringer
- Ljosik, Jasep (1883–1940), belarussischer politischer Aktivist
- Ljoskin, Boris Wulfowitsch (1923–2020), sowjetisch-US-amerikanischer Schauspieler
- Ljoskin, Wiktor Nikolajewitsch (1953–2002), sowjetischer Eisschnellläufer
- Ljotić, Dimitrije (1891–1945), Gründer und Chefideologe der ZBORDimitrije Ljotić (1891–1945)

Dimitrije Ljotić (1891–1945)

- Ljowa BI-2 (* 1972), russischer Rockmusiker belarussischer Herkunft, Dichter, Sänger und Gitarrist, Gründer der Band BI-2
- Ljowkin, Jewgeni (* 1992), kasachischer Skispringer
- Ljowotschkin, Serhij (* 1972), ukrainischer Ökonom und Politiker
- Ljowschin, Igor Wiktorowitsch (* 1974), russischer Handballtorwart
- Ljowuschkina, Alla Iljinitschna (1927–2020), russische Chirurgin

### Lju
- Ljubamudrau, Pawel (* 1987), belarussischer Dirigent
- Ljubanović, Kristijan (* 1978), kroatischer Handballspieler
- Ljubarski, Wassili Wassiljewitsch (1795–1852), russischer Bergbauingenieur, Metallurg und Hochschullehrer
- Ljubas, Paulina (* 1996), deutsche Reality-TV-DarstellerinPaulina Ljubas (* 1996)

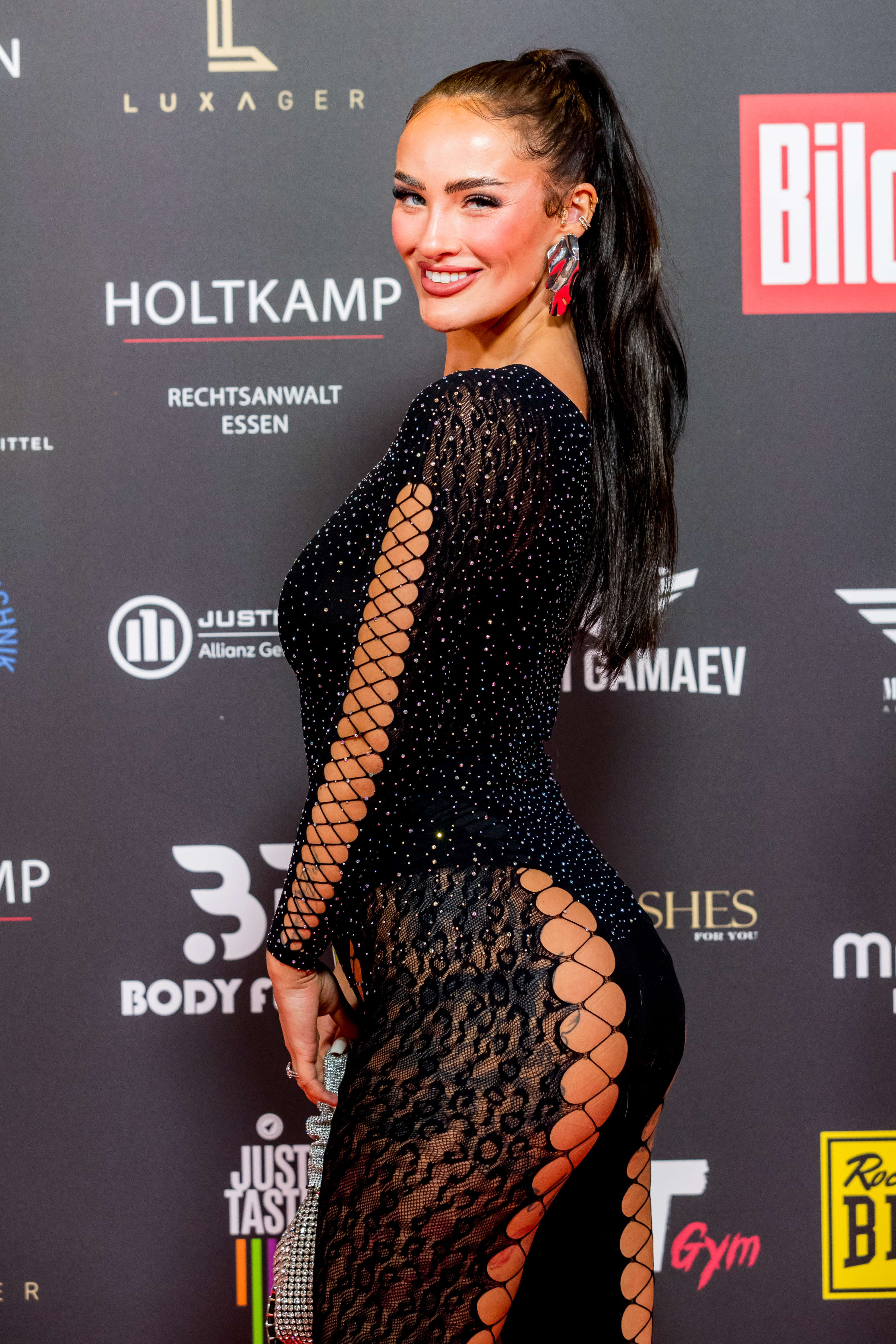
Paulina Ljubas (* 1996)

- Ljubatschiwskyj, Myroslaw (1914–2000), ukrainischer Kardinal, Erzbischof von Philadelphia und Lemberg
- Ljubek, Carlo (* 1976), deutscher Theater- und Filmschauspieler
- Ljubek, Matija (1953–2000), jugoslawischer Kanute
- Ljubenow, Alex (* 2001), bulgarischer Stabhochspringer
- Ljubenow, Ljubomir (* 1957), bulgarischer Kanute
- Ljubic, Danijel (* 1975), deutscher Basketballspieler
- Ljubić, Ivan (* 1996), österreichischer Fußballspieler
- Ljubić, Marko (* 1984), kroatischer Eishockeyspieler
- Ljubić, Nicol (* 1971), deutscher Journalist und Autor
- Ljubić, Stjepan (1906–1986), jugoslawischer Radrennfahrer
- Ljubičić, Dejan (* 1997), österreichischer Fußballspieler
- Ljubičić, Ivan (* 1979), kroatischer Tennisspieler und -trainer
- Ljubičić, Ivan (* 1992), kroatischer Fußballspieler
- Ljubičić, Krešo (* 1988), kroatischer Fußballspieler
- Ljubičić, Leonardo (* 1966), kroatischer Fernschachspieler
- Ljubičić, Marin (* 2002), kroatischer FußballspielerMarin Ljubičić (* 2002)

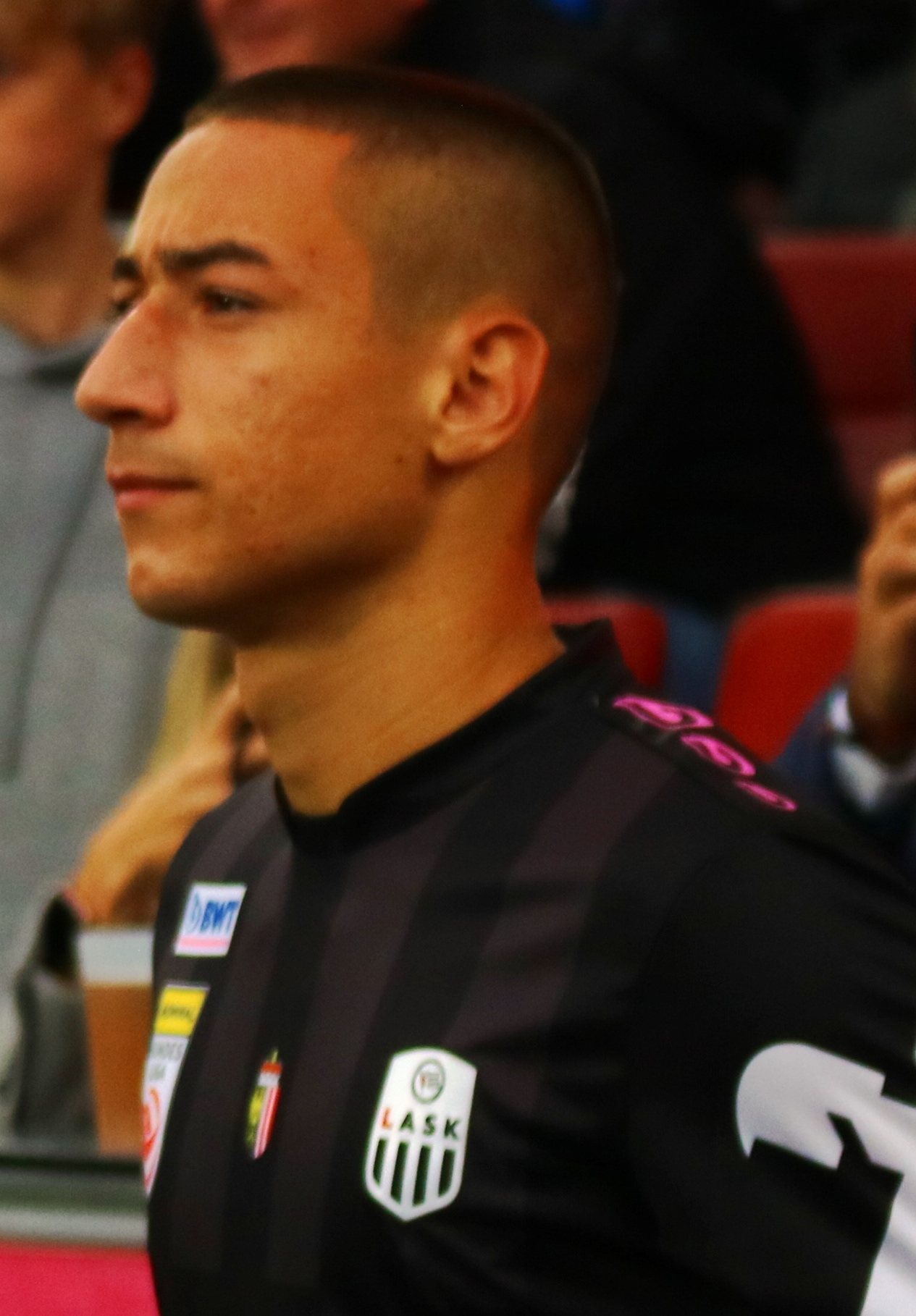
Marin Ljubičić (* 2002)

- Ljubičić, Nikola (1916–2005), jugoslawischer Politiker und General
- Ljubičić, Robert (* 1999), österreichischer Fußballspieler
- Ljubičić, Stephan von (1855–1935), österreichischer Offizier
- Ljubijankić, Emir (* 1992), slowenischer Fußballspieler
- Ljubijankić, Irfan (1952–1995), bosnisch-herzegowinischer Politiker
- Ljubijankič, Zlatan (* 1983), slowenischer Fußballspieler
- Ljubimenko, Inna Iwanowna (1878–1959), russische bzw. sowjetische Historikerin
- Ljubimow, Alexei Borissowitsch (* 1944), russischer Pianist, Cembalo- und Klavierlehrer
- Ljubimow, Iwan (* 1932), sowjetischer Skilangläufer
- Ljubimow, Juri Petrowitsch (1917–2014), russischer Schauspieler und Theaterregisseur
- Ljubimow, Pawel Grigorjewitsch (1938–2010), russischer Regisseur und Drehbuchautor
- Ljubimow, Roman Jurjewitsch (* 1992), russischer Eishockeyspieler
- Ljubimowa, Jelena Alexandrowna (1925–1985), sowjetische Geologin und Geophysikerin
- Ljubimowa, Nadeschda Jurjewna (* 1959), sowjetische Ruderin
- Ljubimowa, Olga Borissowna (* 1980), russische Politikerin
- Ljubinski, Dmitri Jewgenjewitsch (* 1967), russischer Diplomat
- Ljubka, Andrij (* 1987), ukrainischer Schriftsteller, Dichter, Essayist und Übersetzer
- Ljublinski, Julian Kasimirowitsch (1798–1873), russischer Dekabrist
- Ljuboja, Danijel (* 1978), serbischer FußballspielerDanijel Ljuboja (* 1978)

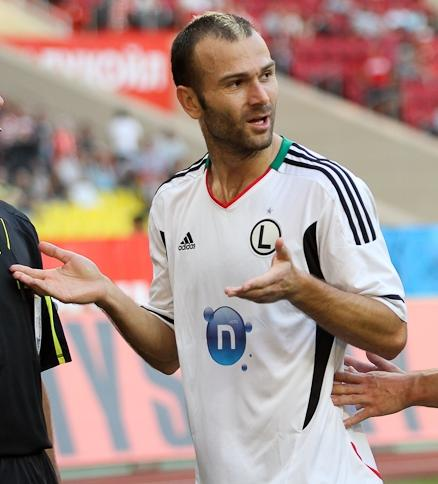
Danijel Ljuboja (* 1978)

- Ljubojević, Divna (* 1970), serbische Sängerin (Sopran) mit Schwerpunkt Ostkirchenmusik
- Ljubojević, Ljubomir (* 1950), serbischer Schachspieler
- Ljubomirow, Ljubomir (* 1958), bulgarischer Eishockeyspieler
- Ljuboschiz, Anna Saulowna (1887–1975), russische Cellistin
- Ljubowezkyj, Andrij, ukrainischer Pokerspieler
- Ljubschin, Stanislaw Andrejewitsch (* 1933), russischer Schauspieler
- Ljubtschenko, Panas (1897–1937), ukrainischer Revolutionär und sowjetischer Staatsmann
- Ljubtschenko, Serhij (* 1984), ukrainischer Handballspieler
- Ljubtschewa, Marusja (* 1949), bulgarische Politikerin, MdEP
- Ljubuschkin, Ilja Nikolajewitsch (* 1994), russischer Eishockeyspieler
- Ljubynskyj, Mykola (1891–1938), ukrainischer Politiker und Diplomat
- Ljudevit († 823), altkroatischer Knez (Fürst) in Unterpannonien
- Ljudkewytsch, Stanislaw (1879–1979), ukrainischer Komponist
- Ljudnikow, Iwan Iljitsch (1902–1976), sowjetischer Generaloberst
- Ljudutschin, Roman Wladimirowitsch (* 1988), russischer Eishockeyspieler
- Ljudwinskaja, Tatjana Fjodorowna (1887–1976), russische Revolutionärin
- Ljuft, Iwan (* 1998), kasachischer Skilangläufer
- Ljukin, Waleri Wiktorowitsch (* 1966), sowjetischer Geräteturner und Trainer
- Ljuljakina, Serafima Markowna (1922–1993), mordwinisch-ersjanische Autorin und Erzählerin
- Ljulka, Archyp (1908–1984), sowjetischer Strahltriebwerkskonstrukteur
- Ljulko, Ljudmila Alexandrowna (1923–1967), sowjetische Schauspielerin
- Ljuna, Dragana (* 1978), serbischer SchriftstellerDragana Ljuna (* 1978)

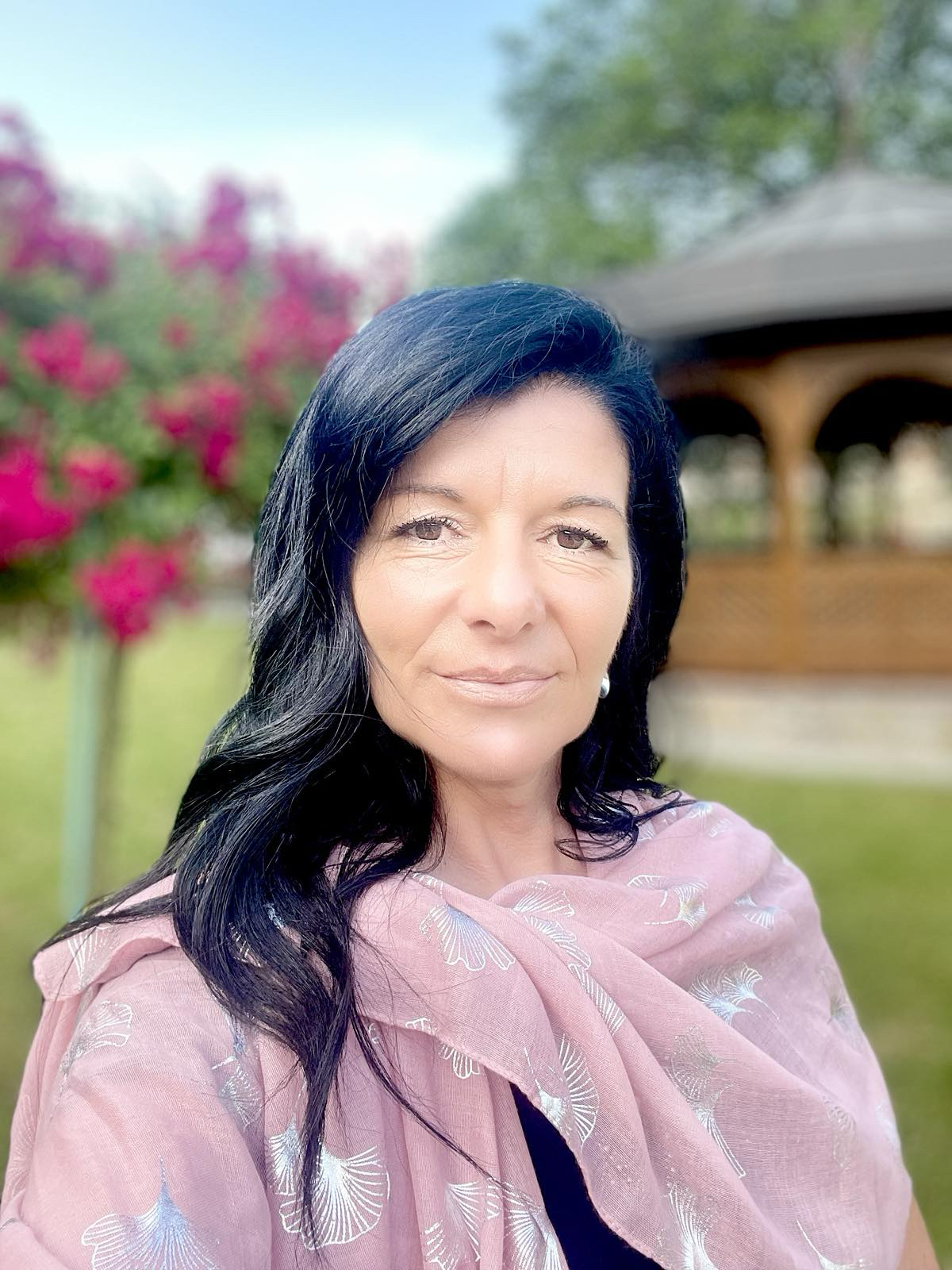
Dragana Ljuna (* 1978)

- Ljung, Axel (1884–1938), schwedischer Leichtathlet und Turner
- Ljung, Bernt (* 1958), schwedischer Fußballtorhüter
- Ljung, Carl-Åke (1934–2023), schwedischer Kanute
- Ljung, Jesper (* 1973), schwedischer Fußballspieler und -trainer
- Ljung, Martin (1917–2010), schwedischer SchauspielerMartin Ljung (1917–2010)

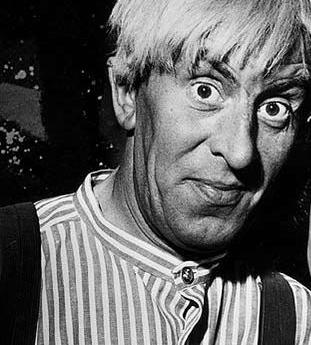
Martin Ljung (1917–2010)

- Ljung, Per-Ola (* 1967), schwedischer Fußballspieler und -trainer
- Ljung, Roger (* 1966), schwedischer Fußballspieler
- Ljungbeck, Benni (* 1958), schwedischer Ringer und Trainer
- Ljungberg, Ann-Marie (* 1964), schwedische Autorin
- Ljungberg, Annika (* 1969), schwedische Sängerin von Rednex
- Ljungberg, Bo (1911–1984), schwedischer Stabhochspringer und Dreispringer
- Ljungberg, Freddie (* 1977), schwedischer Fußballspieler und -trainer
- Ljungberg, Hanna (* 1979), schwedische Fußballspielerin
- Ljungberg, Mikael (1970–2004), schwedischer Ringer
- Ljungberg, Sven (1913–2010), schwedischer Künstler, Maler und Grafiker
- Ljungblad, Jonas (* 1979), schwedischer Radrennfahrer und Sportlicher Leiter
- Ljungdahl, Axel (1897–1995), schwedischer Generalleutnant
- Ljungdahl, Carina (* 1960), schwedische Schwimmerin
- Ljungdal, Arnold (1901–1968), schwedischer Schriftsteller, Übersetzer, Philosoph und sozialdemokratischer Politiker
- Ljunggren, Anna (* 1984), norwegische Politikerin
- Ljunggren, Einar (1896–1986), schwedischer Urologe, Hochschullehrer in Göteborg
- Ljunggren, John (1919–2000), schwedischer Leichtathlet
- Ljunggren, Magnus (1942–2022), schwedischer Literaturwissenschaftler, Slawist und Hochschullehrer
- Ljunggren, Michael (1962–1995), schwedischer Rocker
- Ljunggren, Olle (1921–2003), schwedischer Mittelstreckenläufer
- Ljunggren, Werner (1921–2006), schwedischer Leichtathlet
- Ljunggren, Wilhelm (1905–1973), norwegischer Mathematiker
- Ljungkvist, Fredrik (* 1969), schwedischer Jazzsaxophonist und -klarinettist
- Ljungman, Josefin (* 1981), schwedische Schauspielerin
- Ljungman, Tom (* 1991), schwedischer Schauspieler
- Ljungmann, Henry (* 1897), norwegischer Skispringer und Ruderer
- Ljungquist, Bengt (1912–1979), schwedischer Fechter und Dressurreiter
- Ljungquist, Karl Gustav (1921–2017), schwedischer Militärpatrouillenläufer
- Ljungqvist, Angelica (* 1974), schwedische Volleyball- und Beachvolleyballspielerin
- Ljungqvist, Ida (* 1981), tansanisch-schwedisches ModelIda Ljungqvist (* 1981)

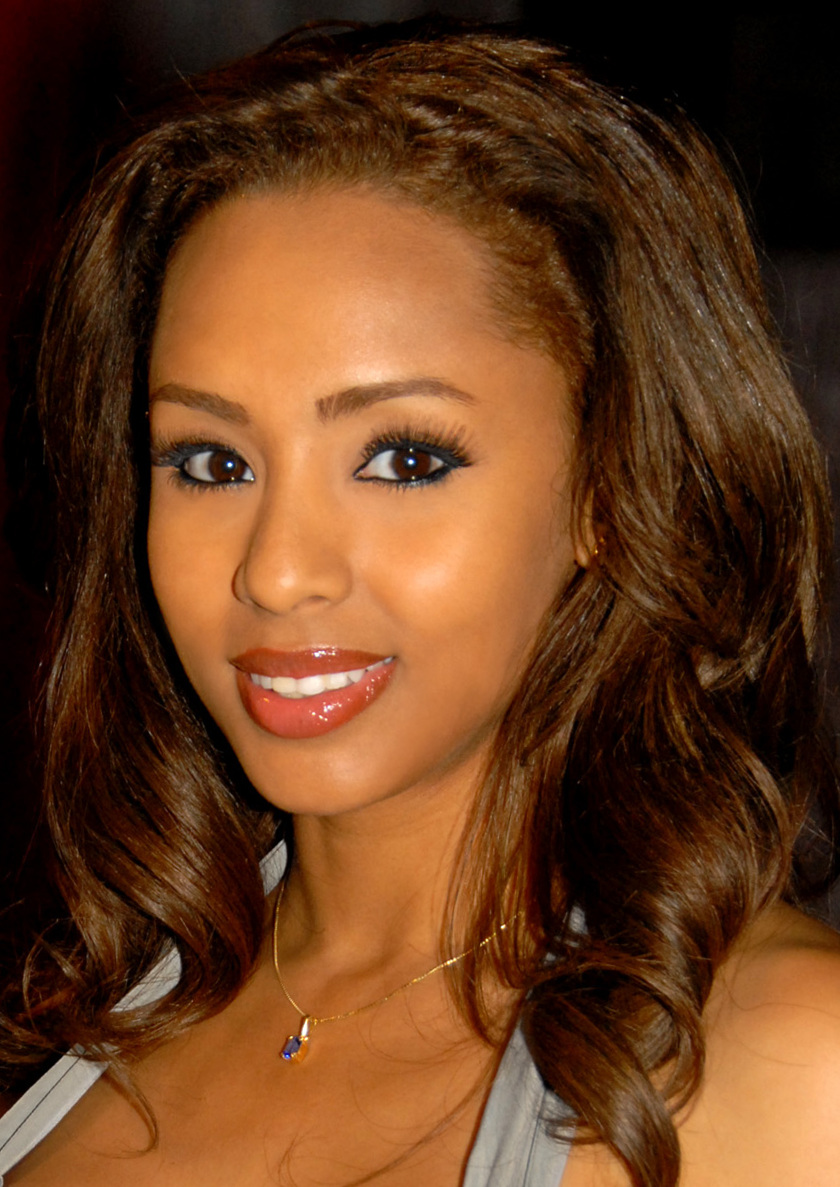
Ida Ljungqvist (* 1981)

- Ljungqvist, Marcus (* 1974), schwedischer Radrennfahrer
- Ljungskog, Susanne (* 1976), schwedische Radrennfahrerin
- Ljungström, Birger (1872–1948), schwedischer Ingenieur, Erfinder und Industrieller
- Ljungström, Fredrik (1875–1964), schwedischer Erfinder
- Ljungström, Olof (1918–2013), schwedischer Luftfahrtingenieur und Aerodynamik-Experte
- Ljusternik, Lasar Aronowitsch (1899–1981), russischer Mathematiker
- Ljutakow, Stefan (* 1955), bulgarischer Hochschullehrer, Künstler und Bildhauer
- Ljutarewitsch, Iwan (* 1996), belarussischer Tennisspieler
- Ljutić, Tvrtko (* 2002), kroatischer Skirennläufer
- Ljutić, Zrinka (* 2004), kroatische Skirennläuferin
- Ljutkewytsch, Witalij (* 1980), ukrainischer Eishockeyspieler
- Ljutomskaja, Inna Lwowna (* 1925), sowjetisch-russische Architektin
- Ljutowa, Alexandra Alexandrowna (1919–2012), sowjetische Schauspielerin, Regieassistentin und Regisseurin des Zweiten Stabes
- Ljutyj, Taras (* 1972), ukrainischer Philosoph und Essayist
- Ljutyj, Wolodymyr (* 1962), ukrainischer Fußballspieler und -trainer